# Чембровский, Олег Александрович
Оле́г Алекса́ндрович Чембр́овский (5 марта 1923, Москва — 14 ноября 2000, Москва) — советский военный инженер, полковник, учёный в области проектирования воздушно-космических систем, доктор технических наук, профессор.

## Биография
Олег Чембровский родился в семье офицера РККА, бывшего офицера царской армии. В первой половине 1930-х (до 1936) жил за границей с родителями, работавшими там по заданию Коминтерна.
С 1940 г., окончив 9 классов, работал техником-экспериментатором в Центральном институте авиационного моторостроения. 
В 1942 окончил в Фергане артиллерийское противотанковое училище. Участник боевых действий, дважды был ранен.
В 1944 г., несмотря на незаконченное среднее образование, при содействии С. П. Королёва был принят в число слушателей ВВИА. После её окончания в 1950—1952 преподавал в Рижском высшем военном инженерно-авиационном училище ВВС.
В 1952 г. в письме на имя Г. М. Маленкова предложил идею нового двигателя для самолетов и вскоре был переведен в Москву.
- 1952—1954 руководитель научной группы в НИИ-1.
- с 1954 — член Научно-технического комитета войск ПВО.
- с 1957 — начальник Управления истребительной авиации, затем — Управления систем противокосмической обороны во 2 ЦНИИ Минобороны СССР (Калинин).
- 1966—1968 начальник Управления контроля космического пространства в Специальном НИИ-45.

В декабре 1968 г. вышел в отставку в звании полковника.
- 1968—1972 начальник лаборатории ЦНИИ машиностроения.
- 1972—1975 зам. председателя Президиума Дальневосточного научного центра.
- 1975—1976 директор ВНИПИ «Транспрогресс» (Москва).
- С 1976 — профессор Московского института инженеров гражданской авиации.
- 1981—1984 — директор КБ «Энергоавиатранс»,
- в 1990-х — руководитель Научно-технического центра «Альтернатива», консорциума «Экотранс».

С 1968 — председатель комитета космонавтики ДОСААФ СССР (с 1978 — Федерация космонавтики СССР). С 1991 — первый вице-президент Академии космонавтики им. К. Э. Циолковского.
Возглавлял разработку зенитного истребителя-перехватчика, руководил исследованиями по разведке космических объектов, распознаванию их образов, удалению «космического мусора», выполнению монтажных операций и др. Под его руководством создана система контроля космического пространства, система перехвата космических целей.
Доктор технических наук (1963), профессор (1965).
Заслуженный деятель науки и техники РСФСР (1991).
Похоронен на Троекуровском кладбище.